# 昭和町 (熊本市)
昭和町（しょうわまち）は熊本県熊本市東区の町名。郵便番号は861-2108。

## 地理
熊本市の東部に位置する。南側で東野、東側で花立、北で東本町、西で秋津新町と隣接している。
また、南部を熊本県道28号熊本高森線が通っており、住宅地ではあるが県道沿いには各事業所や商店などが立ち並ぶ。

## 歴史
かつては秋津町秋田の一部であった
。

### 沿革
- 1959年（昭和34年）12月1日 - 秋津町大字秋田字北境塚1595番地が昭和町となる[5]。
- 2012年（平成24年）4月1日 - 熊本市が政令指定都市に移行した事に伴い、所属が熊本市北区になる。

## 世帯数と人口
2024年（令和6年）6月1日現在の世帯数と人口は以下の通りである。
| 町丁   | 世帯数  | 人口  |
| ------ | ------- | ----- |
| 昭和町 | 354世帯 | 632人 |

## 小・中学校の学区
市立小・中学校に通う場合、学区は以下の通りとなる。
| 番地 | 小学校             | 中学校             |
| ---- | ------------------ | ------------------ |
| 全域 | 熊本市立桜木小学校 | 熊本市立桜木中学校 |

## 交通
- 熊本県道28号熊本高森線

## 施設
- 熊本昭和郵便局